# Cannitello
Cannitello (Cannateddu in dialetto reggino) è una frazione di Villa San Giovanni, nella città metropolitana di Reggio Calabria. Si affaccia sullo Stretto di Messina e costituisce uno dei più gradevoli e caratteristici borghi di mare della Calabria. La località si sviluppa interamente lungo la costa calabra dello Stretto ed è uno dei pochi centri abitati con le abitazioni che si affacciano direttamente sulla spiaggia, dalla quale si gode di una vista unica che spazia, nelle giornate di tempo sereno, da Capo Vaticano alle Isole Eolie. Al censimento del 2001, l'abitato con i centri circostanti contava 3.281 residenti.

## Geografia fisica

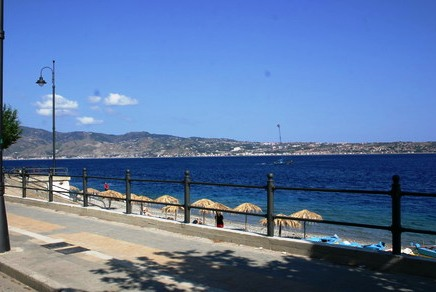
Uno scorcio del lungomare di Cannitello

Dal lungomare che collega Cannitello al centro di Villa San Giovanni si possono ammirare le acque dello Stretto perennemente inquiete e dal colore cangiante, per effetto delle correnti più forti di tutto lo stretto di Messina, nonché la costa siciliana che, nelle giornate più calme, sembra ancora più vicina per il fenomeno della Fata Morgana, elemento tipico ed esclusivo della costa reggina dello Stretto.

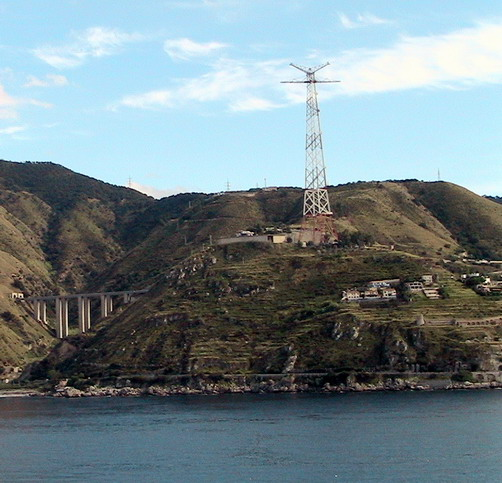
Vista del pilone di Santa Trada e di Torre Cavallo dal mare

Il paesaggio è dominato da uno dei due Piloni dello Stretto in ferro, alto 224 metri, situato sulla sommità della collina di Santa Trada, che dal dicembre 1955 al settembre 1994 resse i cavi per trasportare l'energia elettrica dal continente alla Sicilia. Tale struttura, oggi dismessa e data in concessione dall'Enel per un periodo al comune di Villa San Giovanni, rimane una valida testimonianza di archeologia tecnico-costruttiva. Dall'estate 2003 il traliccio è interamente illuminato durante le ore notturne, come avvenuto già dal 2000 per il gemello di Torre Faro.

### Elenco e descrizione dei rioni di Cannitello

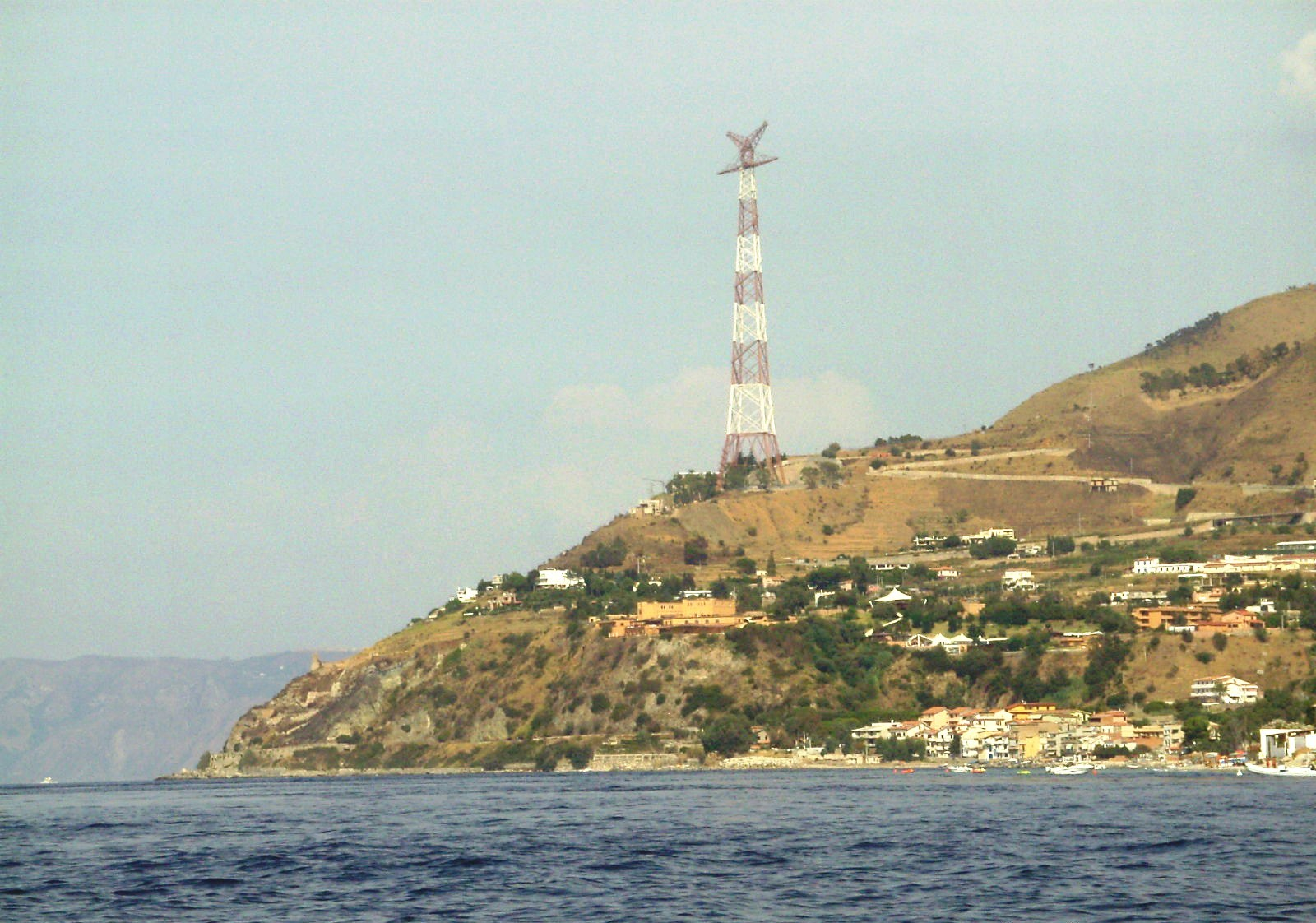
Altafiumara e Porticello dal mare

- Forte di Altafiumara è un'altura digradante verso la vallata e la Statale 18, giacente su un poggio ricco di vegetazione. Ad Altafiumara si trova un lussuosissimo complesso alberghiero fra i più panoramici al mondo, sede di importanti convegni, incontri e ritiri di famose squadre di calcio. Fino al XIX secolo la struttura era una fortezza, costruita nel 1810 da Gioacchino Murat durante i suoi mesi di permanenza sul territorio villese, il quale vi installò una batteria di cannoni, di cui rimane un esemplare.
- Cannone (Cannuni in dialetto) si trova tra la Chiesa di Maria Santissima di Porto Salvo e il Santuario di Maria Santissima delle Grazie di Pezzo. Nel 1902, nel tratto di mare tra la Chiesa di Cannitello e Pezzo vennero ritrovati un cannone e dei resti di una nave nel mare prospiciente. Fu attivata la Capitaneria di Porto di Messina e furono rinvenuti diversi cannoni in bronzo e in ferro ossidati. I cannoni recavano data del 1632 o 1638. Appartenevano a navi francesi, spagnole e olandesi. Si pensò, perciò, che nel corso dei una battaglia navale combattuta tra la flotta francese e quella spagnola nelle acque dello Stretto nel XVII secolo fosse affondata una grossa nave da guerra, ma nessuno si sarebbe curato poi di recuperare l'armamento ed il carico. Nel mare dello Stretto, nei pressi di Cannitello, vi sono stati altri recuperi di cannoni appartenenti a navi da guerra o commerciali del XVII e XVIII secolo.
- Case Alte (Casi Jati in dialetto), abitato esistente sin dall'epoca delle invasioni turche, è situato su una collina ricca di vegetazione e di vigneti; è parte integrante del territorio di Cannitello. Commenda è la località dove sorge l'attuale cimitero, prossima a Case Alte. Il prof. Federico Barillà, nel XIX secolo, riteneva che le massicce muraglie su cui era edificata l'antica Chiesa della Commenda fossero state prese dai resti dell'antico Tempio di Nettuno chiamato Poseidonio, sfruttati anche dai francesi, durante il periodo napoleonico, per la costruzione delle vicine batterie. Qui ebbe sede fra il XVI ed il XVII secolo l'Ordine dei Gerosolimitani, da cui la Chiesa della Commenda e il nome della contrada. Negli anni sessanta vi sarebbe dovuta sorgere una fabbrica di birra, ma il progetto non andò a buon fine.
- Divale (Duali in dialetto) è una località a ridosso della fortezza di Altafiumara, nella zona dominata dalla Torre Cavallo, ricca di vegetazione e di viti che producono ottima uva corniola e zibibbo (anche se in quantità limitate). In passato nella zona abbondavano alberi da frutta e terrazzamenti, molti dei quali sono stati abbandonati. Il nome potrebbe derivare dal duale, numero grammaticale che serve a indicare due persone o cose: qui potrebbe indicare un luogo che appartiene a due paesi (ad es. Scilla e Cannitello) o a due persone. Vicino sorge la contrada Petrello, che fa parte del terreno su cui è stata edificata Torre Cavallo.
- Ferrito (Firritu in dialetto) è un piccolo centro adiacente a Cannitello, che si sviluppa lungo la Statale 18. Ferrito è sede di una parrocchia dedicata alla Madonna del Rosario e di una sede staccata della scuola dell'infanzia comunale, facente parte del XXXVIII Circolo Didattico di Villa San Giovanni. Riguardo alla toponomastica di Ferrito, secondo mons. Antonio De Lorenzo il luogo è stato chiamato così perché, ai tempi della regina Giovanna (moglie di Guglielmo II e nipote di Roberto il Guiscardo), nella vallata Zagarella (o Migliorato) si estraeva ferro per fabbricare armi (ferrite è la denominazione generale delle modificazioni cristalline nelle quali si rinviene il ferro come elemento puro). Secondo il Dizionario Etimologico di don Giuseppe Pensabene, Ferrito "è chiaramente riferito al Fretum, lo Stretto. Il popolo pronunziava i gruppi in liquida come se fossero separati: f-r e non fr, per cui si crea una anaptissi" che trasforma fretum>feretum>ferrito.
Ferrito fu eretta parrocchia soltanto nel 1967, con sede nella chiesa della Madonna del Rosario, costruita per iniziativa della stessa popolazione locale e consacrata il 26 febbraio 1922. Primo parroco fu don Giuseppe Mandalfino, mentre il riconoscimento civile avvenne il 20 marzo 1971. Nel 1984 un incendio devastò la chiesa, che venne riparata dal popolo stesso sotto la guida del parroco don Rocco Fucà.
- Latticogna si trova nella zona collinosa a nord di Cannitello. Da questa contrada prende il nome il primo ponte dell'Autostrada A2 dopo Santa Trada, in direzione di Reggio.
- Il nome di contrada Pirgo deriva probabilmente dal greco πύργος (pyrgos), che significa torre: infatti, in virtù della sua posizione privilegiata, posta sulle colline sopra Cannitello e Altafiumara, fu ripetutamente utilizzata nei secoli come luogo di avvistamento nello Stretto. Qui sorgeva una torre di vedetta simile a quella di Torre Cavallo, alta circa 10 m, larga 6 m in media nello zoccolo e 3,4 m nella sommità. Durante una forte tempesta alla fine del XIX secolo la torre cadde a valle e fu quasi interamente distrutta. Già al tempo dei Romani esistevano torri di vedetta che controllavano lo Stretto e, in epoca bizantina, riuscivano ad avvistare per tempo l'approssimarsi delle incursioni da parte degli arabi. I greci le chiamavano "πύργοι" (pyrgoi) ed assolvevano, oltre alla funzione difensiva, anche a quella segnaletica. Oggi nell'area sono visibili numerose piccole vecchie torrette in ferro, risalenti agli ultimi decenni del secolo scorso, ora abbandonate, costruite dai cacciatori locali per la caccia all'adorno, adesso vietata dalla legge.
- Porticello (Porticeddu in dialetto) è un borgo di mare attiguo all'abitato di Cannitello, luogo di villeggiatura estiva di molti reggini e villesi. Qui fu trovato il famoso relitto greco con la Testa del Filosofo. Inoltre nelle vicinanze di Porticello dovrebbe essersi trovato il Poseidonio. Il nome potrebbe corrispondere a Portigliola (terra del porto), ma Porticello può anche indicare luogo riparato dai venti. Per questo mons. Antonio De Lorenzo scrive:

- San Gregorio (San Grioli in dialetto), si trova dopo Porticello e segna il confine con il comune di Scilla. Vi sbocca l'omonimo torrente
- Santa Trada è una località collinare posta sopra il centro abitato di Cannitello, dopo Porticello, in prossimità di Altafiumara. Serra Stretto e Serra Torre sono, invece, due località contigue poste fra Altafiumara e Santa Trada. Il nome deriva molto probabilmente da un antico monastero italogreco, dedicato alla Santissima Trinità (in greco Αγια Τριαδα, Haghia Triàda), grangia di quello di San Giovanni in Castaneto presso Santo Stefano in Aspromonte. Anche se don Giuseppe Pensabene scrive: "Nell'epoca romana la riva sottostante doveva essere più arretrata e fu resa memorabile per il disastro subito dalla flotta di Ottaviano sia per l'assalto dei pompeiani da Messina sia per il maltempo. Non risulta assolutamente che qui in passato ci sia stato un monastero dedicato alla Trinità. Trada è la storpiatura del lat. clades, disastro."[1] Sul colle di Santa Trada si erge uno dei due Piloni dello Stretto, costruiti nel dicembre 1955 per il trasporto di elettricità in Sicilia tramite grossi cavi, poi rimossi nel settembre 1994. Il pilone rimane tutt'oggi come testimonianza tecno-archeologica. Caporafi si trova nella zona collinare che sovrasta il Pilone.
- Valle di Canne (Vaddi i Canni in dialetto) è una località posta nella parte alta e collinosa di Cannitello, che si sviluppa principalmente lungo una strada chiamata appunto via Valle di Canne, che dalla chiesa di Ferrito arriva al cimitero. È prevalentemente composta da terreni agricoli e terrazzamenti, con poche abitazioni. La denominazione del luogo ricorda la i canneti presenti (soprattutto in passato, ora in misura minore) in abbondanza per crescita spontanea. Potrebbe avere avuto anche il senso di limite o confine, potendo fungere la canna da unità di misura.
- Zaccone (Zaccuni in dialetto).
- La vallata Zagarella è posta fra Ferrito e Santa Trada. In essa scorre e si getta a mare il torrente omonimo. Secondo alcuni, il nome Zagarella potrebbe derivare dal latino “sagum” cioè sagario (mantello militare, segno di guerra, in contrapposizione alla toga, segno di pace; per cui Zagarella avrebbe il senso di "terra militare"). Questa ipotesi potrebbe essere supportata dal fatto che il territorio prossimo al torrente Zagarella ospitò a riprese militari di varie nazionalità. La vallata Zagarella era chiamata pure vallata Migliorato.

## Storia
Il nome Cannitello potrebbe essere derivato dal latino "Cannae tellum", ossia "terra della canna"; il territorio, infatti, abbonda di questo tipo di vegetazione che, sino al terremoto del 1908, costituiva il materiale con cui si erigeva la struttura delle case più umili. Lo studioso Giuseppe Pensabene in "Dizionario etimologico del dialetto fossile e attuale nell'area dello Stretto e dintorni" (AZ edizioni, 2001) ritiene poco aderente l'interpretazione dei canneti perché "...gli antichi, oltre al significato comune di vegetale (termine: canna) attribuivano quello di misura, in senso generico o specifico. In greco il termine kanon indica limite, confine. Nella toponomastica, Cannitello di Villa San Giovanni e di Agrigento rappresentavano il limite della penisola e della Sicilia. (...) Tutto il litorale reggino, stando a Ibico, era coperto di giunchi e il toponimo legato ad un solo luogo non avrebbe senso. I soldati ivi stanziati erano chiamati Cannizzari perché posti a difesa dei confini a mare. A Reggio e in Sicilia Cannizzaro è un cognome diffuso, pensare alle stuoie di canne (o cannizzi) significa basarsi solo sull'acustica".

### Dal Periodo greco-romano all'età moderna
Punto strategico fondamentale per i collegamenti con la Sicilia sin dall'antichità, l'area fu abitata già in epoca preistorica, come dimostrano i numerosi reperti archeologici ed era chiamata "Fretum Siculum" dai romani. In questa zona sorgeva con tutta probabilità l'antico sito di Colonna Reggina, luogo del traghettamento per la Sicilia.

Nel 36 a.C., nelle acque dello Stretto fra Cannitello e la Sicilia, ebbe luogo la decisiva battaglia navale fra Ottaviano e Sesto Pompeo, che garantì al futuro imperatore Augusto il dominio sul mare.
Risale a questo periodo l'esistenza nell'area di Porticello di un tempio dedicato al dio Nettuno, detto Poseidonio, la cui esistenza sarebbe dimostrata dal rinvenimento di un ex voto al dio, che si pensa sia stato fatto da Ottaviano stesso. Ciò induce a pensare che Ottaviano avesse timore di affrontare le insidiose acque dello Stretto, desiderando di costruire navi abbastanza forti per superare tali insidie. Questo è il testo dell'ex voto:
(Gualtiero, Tabulae Antiquae Siciliae, pg. 64)
Durante il medioevo, il territorio compreso fra Cannitello e Catona lungo la costa e sino a San Roberto nell'entroterra apparteneva alla Signoria di Fiumara di Muro, il cui declino cominciò già dal XVIII secolo, per poi tramontare definitivamente in periodo napoleonico quando la riforma amministrativa attuata da Gioacchino Murat soppresse definitivamente il regime feudale.
Già dal Seicento, cessato il pericolo costituito dalle invasioni turche, le attività marittime cominciarono ad essere riprese intensivamente e si verificò una progressiva ripopolazione delle coste. Possiamo datare alla fine del XVI secolo la formazione del primo nucleo dell'odierno abitato di Cannitello, molto prima della nascita di Villa San Giovanni.

### XIX secolo
Nel 1807 Cannitello e Piale si staccarono dal comune di Villa e formarono comune a sé, non riuscendo però a staccare da Villa anche Pezzo.

Nel 1810 Gioacchino Murat, re di Napoli e cognato di Napoleone Bonaparte, per quattro mesi governò il regno dalle alture di Piale. Egli, muovendosi da Napoli per la conquista della Sicilia (dove si era rifugiato il re Ferdinando I sotto la protezione degli inglesi, un esercito dei quali era accampato presso Punta Faro a Messina), giunse a Scilla il 3 giugno 1810 e vi restò sino al 5 luglio, quando fu completato il grande accampamento di Piale. Nel breve periodo di permanenza, Murat fece costruire i tre forti di Torre Cavallo, Altafiumara e Piale, quest'ultimo con torre telegrafica. Il 26 settembre dello stesso anno, constatando impresa difficile la conquista della Sicilia, Murat dismise l'accampamento di Piale e ripartì per la capitale.
Le alture fra Piale e Cannitello furono il teatro dello scontro tra le truppe di Giuseppe Garibaldi e quelle borboniche dei generali Melendez e Briganti il 23 agosto 1860. In quegli stessi giornì sbarcò sulla spiaggia fra Porticello e Santa Trada un contingente di 200 garibaldini.

L'area divenne quindi punto strategico per la difesa dello Stretto, con la costruzione del Forte Beleno nel 1888 circa, per far posto al quale venne abbattuta la Torre del Piraino, con l'annesso Fortino Murattiano. Ciò avveniva in seguito al progetto di fortificazioni del governo italiano per la difesa del territorio nazionale, iniziato fra gli anni settanta e ottanta del XIX secolo.

Nel 1884, con il completamento della Ferrovia Tirrenica Meridionale, veniva inaugurata la stazione ferroviaria di Cannitello, insieme alla stazione di Villa.

### XX secolo

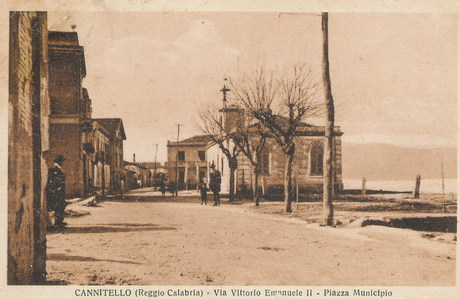
Foto d'epoca del municipio di Cannitello

Cannitello, dopo essere stata danneggiata da diversi sismi a cavallo fra i due secoli, fu interamente distrutta dal terribile terremoto del 28 dicembre 1908, in cui trovò la morte il 45% della popolazione del paese. La definitiva ricostruzione del centro abitato verrà ultimata soltanto negli anni cinquanta, con l'ultimazione della nuova chiesa in muratura.
Cannitello fu comune autonomo sino al 1927, anno in cui, in seguito alla conurbazione attuata col progetto della Grande Reggio, venne annesso insieme ad altri 14 altri comuni - tra cui la limitrofa Villa San Giovanni - al capoluogo Reggio Calabria. Nel 1933 venne restituita l'autonomia amministrativa a Villa San Giovanni, di cui Cannitello divenne frazione, non essendo più sede di municipio.

Nel 1947 il Consiglio Comunale villese votò favorevolmente al ritorno all'autonomia amministrativa per Campo Calabro e Fiumara, ma non per Cannitello. Molti cannitellesi costituirono un comitato pro autonomia e nel mese di aprile si raccolsero le firme di 675 cittadini, autenticate dal notaio Giovanni Santoro, che chiedevano tale riconoscimento per il proprio paese. Si votò in Consiglio il 22 novembre: il sindaco Natale Sciarrone espose ancora argomenti contro il riconoscimento dell'autonomia alla frazione villese e le istanze dei cannitellesi furono respinte con 12 voti contrari e solo 3 favorevoli.
Nel 1955 di nuovo i cittadini cannitellesi avanzarono proposte per l'autonomia del proprio paese: si discusse in Consiglio il 29 maggio, ma anche stavolta il sindaco Sciarrone si dimostrò fortemente contrario, affermando:
Il voto consiliare diede anche stavolta esito negativo: 15 contrari e solo 7 a favore. Da allora la questione non fu più rimessa in discussione.

### Cannitello oggi

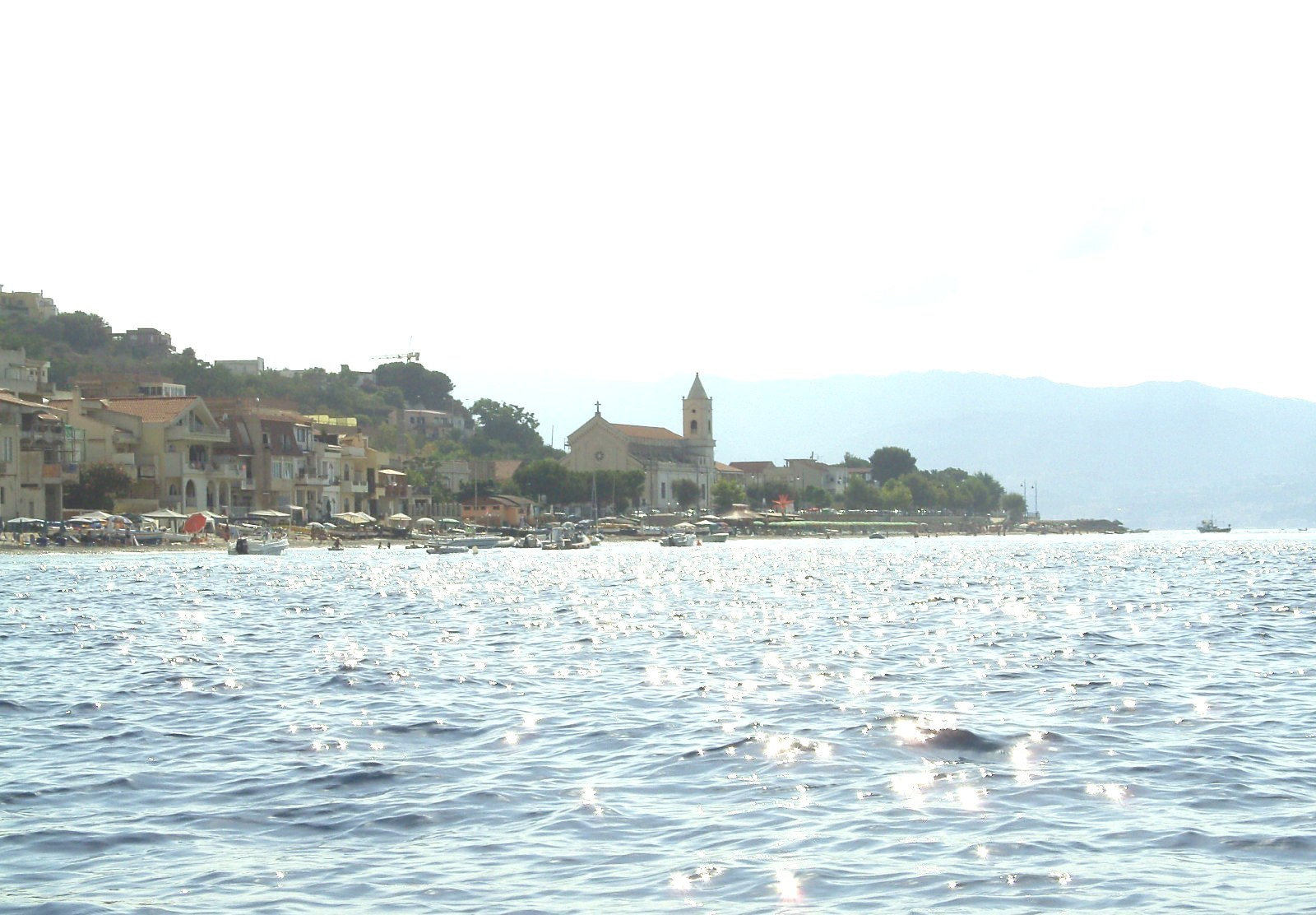
Vista di Cannitello dal mare

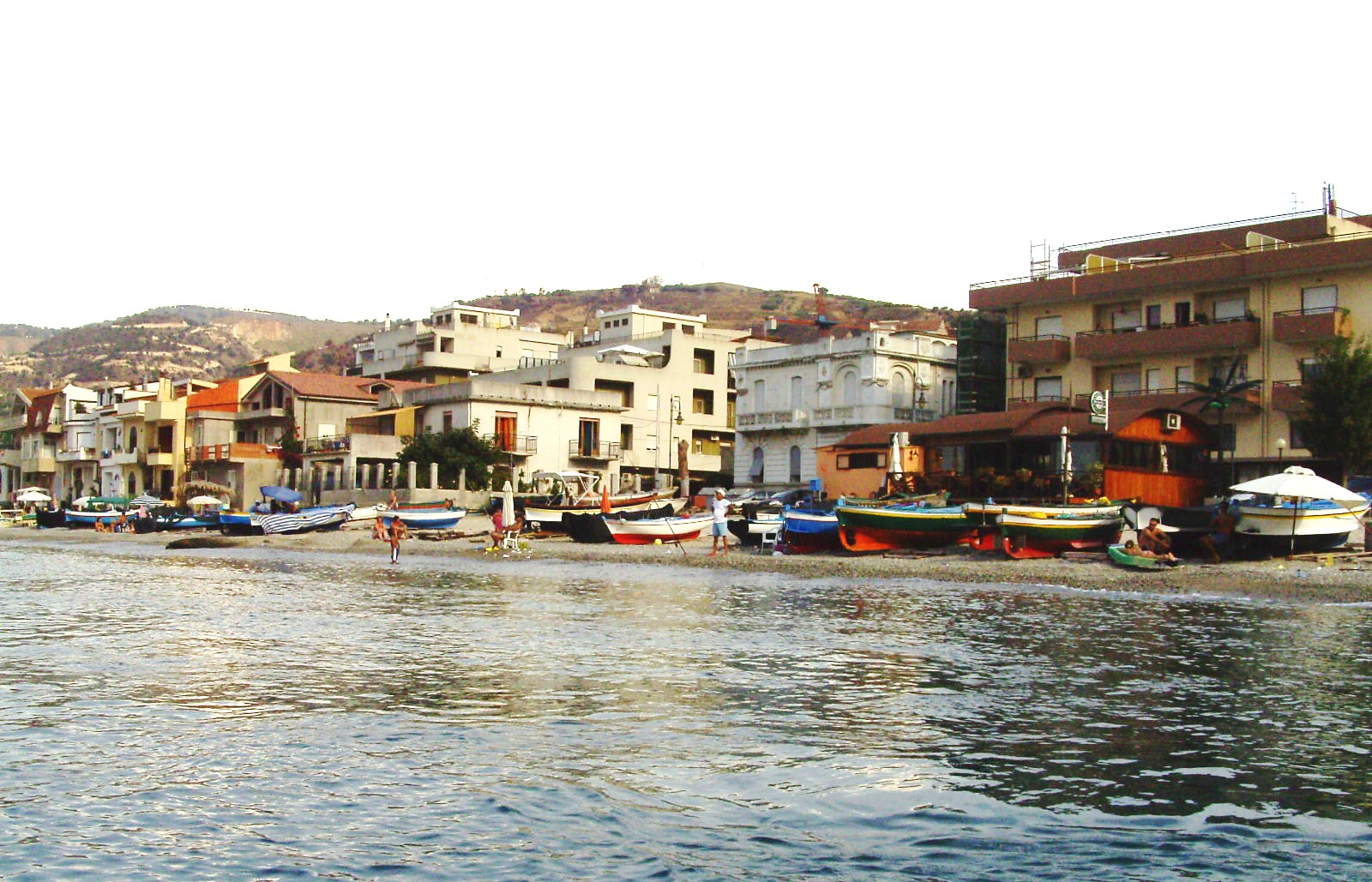
Scorcio della spiaggia di Cannitello

Cannitello è sede della Scuola Primaria San Giovanni Bosco (distaccamento del XXXVIII Circolo Didattico di Villa San Giovanni) e di una sede succursale della Scuola Secondaria di primo grado Rocco Caminiti di Villa San Giovanni.

L'abitato è attraversato dalla SS 18 e dalla ferrovia tirrenica ed è dotato di una stazione ferroviaria che garantisce i collegamenti con i centri vicini della costa e col capoluogo. Presso Santa Trada vi è un'uscita dell'Autostrada A2 Salerno-Reggio Calabria, funzionante però solo come uscita dall'autostrada in direzione Salerno.

## Luoghi ed elementi d'interesse

### Torre Cavallo
Sulle scogliere a strapiombo sul mare dopo Porticello, sotto il Forte di Altafiumara, si erge Torre Cavallo, torre costiera e antica torre d'avvistamento cinquecentesca. Fu costruita a spese dell'università di Scilla intorno al 1559, che pagò un dazio sulla seta alla città di Reggio per poterla edificare.

### Chiesa di Maria Santissima di Porto Salvo

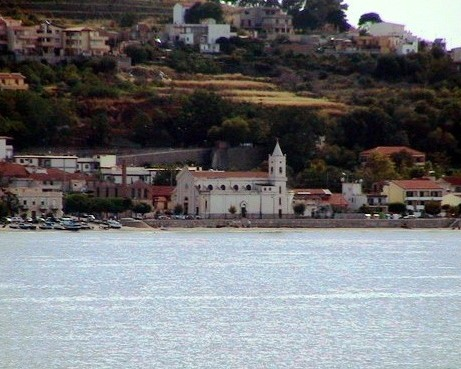
La chiesa di Maria Santissima di Porto Salvo vista dal mare

Già dalla fine del XVI secolo esisteva a Cannitello una chiesa detta di Santa Maria di Rocca Verdara, con un adiacente ospizio, appartenente all'Ordine Gerosolimitano di Malta.

Nel 1690 i padri Gesuiti fondarono a Cannitello, in un terreno ceduto loro dall'Ordine di Malta, una villeggiatura per i convittori del proprio Collegio di Reggio. Edificarono una chiesetta dedicata a san Francesco Saverio e rimasero a Cannitello sino al 1767, anno dello scioglimento dell'ordine.

I cannitellesi, incoraggiati ed aiutati dai Cavalieri di Malta e dai Gesuiti, nel 1751 chiesero all'Arcivescovo Polou la costituzione in parrocchia della chiesa di Cannitello. Il Polou, con atto del notaio Giovanni Marra, accoglieva l'istanza e nominava un curato alle dipendenze del parroco di Campo, ma mantenuto dalle famiglie cannitellesi.

Il parroco di Campo Calabro si oppose, in quanto pensava che ciò ledesse gli interessi della sua parrocchia, dove i cannitellesi si erano sinora recati per la Santa Messa. Per questo intentò giudizio canonico chiedendo l'abrogazione del decreto, ma il nuovo arcivescovo Testa Piccolomini confermava l'istituzione della parrocchia il 24 ottobre 1761 ed invitava il cantore Morisani a rendere pubblico il decreto di erezione del Vicario Capitolare don Nicola Barletta, il quale fissò i confini della parrocchia ed il 30 ottobre 1761 consacrò solennemente la nuova Chiesa, dedicata a Maria Santissima di Porto Salvo, alla quale vennero aggregati anche i fedeli di Pezzo e di Piale. Espletato il concorso, il 14 febbraio 1763 veniva nominato il primo parroco di Cannitello, don Michele Giordano. A questo periodo risalgono i più antichi documenti custoditi presso il prezioso archivio parrocchiale. Il terremoto del 1783 distrusse la Chiesa, dove morirono 19 persone: il danno materiale ammontò a 600 ducati.

La Chiesa fu ricostruita definitivamente nel 1853 e grazie alla sua ricchezza architettonica e decorativa richiamava molti fedeli e visitatori dai centri vicini. L'edificio sacro, a tre navate, aveva un'importante cupola, due torri campanarie e undici altari; era dotato di ricchi paramenti e splendidi lampadari in cristallo che, come asseriva il parroco don Domenico Bellantoni, la trasformavano in un mare di luce e la rendevano un'anticamera del Paradiso. L'interno del tempio era decorato con colonne e stucchi d'effetto. Sulla facciata, a caratteri cubitali, fu collocata un'epigrafe recante la scritta:

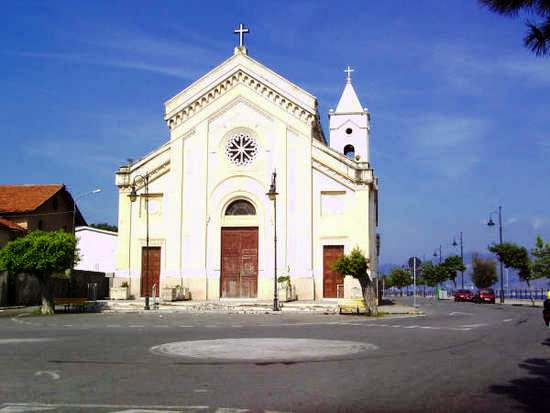
La facciata della chiesa

Il terremoto del 16 novembre 1894 causò lesioni ad una delle torri campanarie e in quello successivo dell'8 settembre 1905 la chiesa di Cannitello fu danneggiata seriamente. Col forte terremoto del 1908, che distrusse interamente l'abitato, rimasero demoliti parte del campanile e l'intero colonnato lato mare. La chiesa, fatta in muratura mista di pietrame e mattoni, completamente distrutta, dovette essere abbattuta.

Il vecchio tempio fu sostituito, provvisoriamente, da una chiesa baracca che operò sino a dopo la Seconda guerra mondiale, prima che fosse ricostruita in muratura nel primo dopoguerra, così come è visibile oggi. Dal 2008 al 2010 l'edificio sacro è stato oggetto di importanti lavori di ristrutturazione, a causa della fragilità della moderna struttura portante, che hanno comportato notevoli mutamenti negli interni del tempio.
All'interno della Chiesa vi è presente un quadro della Madonna con bambino e S.Ignazio di Loyola,un Dipinto su tela d'olio. Il quadro è stato commissionato intorno al 1760 da Tommaso Ruffo di Bagnara e lo stesso è presente nel quadro in basso a destra decorato con l'emblema dell'ordine Gerosolimitano. Sullo sfondo del quadro viene rappresentato lo stretto di Messina solcato da galeoni con le due coste contrapposte. In fondo viene evidenziata Scilla animata da effetti di luce.In primo piano si svolge la scena sacra: la Vergine con il bambino che metaforicamente abbraccia lo Stretto in senso di protezione, ed accanto a questa scenografia vi è Santo Ignazio di Loyola mentre offre a Gesù bambino il sacro cuore, mentre innanzi a lui compare un angelo che indica l'iscrizione "AD MAIOREM DEI GLORIAM", motto dei Gesuiti.
.

### Le filande di Cannitello

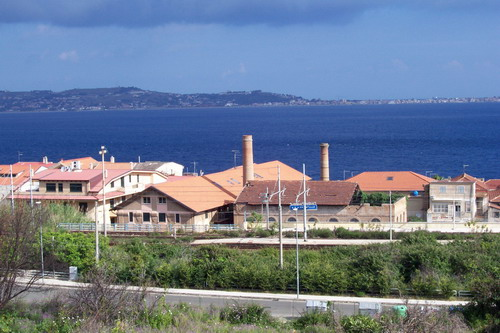
Vecchie filande di Cannitello

Dagli inizi dell'Ottocento sino agli anni cinquanta del secolo scorso a Villa ed a Cannitello vi fu una notevole attività filandiera. Prima del terremoto del 1908 erano attive tredici filande a Villa e quattro a Cannitello. Oggi molti degli edifici (di proprietà privata) versano in stato di abbandono, mentre altri sono stati radicalmente trasformati, per quanto la struttura sia ancora ben riconoscibile e sottolineata dalla presenza della ciminiera in mattoni.
La Filanda "Cogliandro" è un complesso industriale localizzato nella parte sud del centro abitato di Cannitello, in prossimità della chiesa di Maria Santissima di Portosalvo. Comprendeva in origine una superficie recintata di circa 3500 m², dei quali quasi 2000 coperti. La costruzione della filanda può essere datata al 1894, data subito successiva ad un elenco della Camera di Commercio in cui la filanda Cogliandro veniva censita per la prima volta.

Il nucleo originario, parzialmente distrutto dal terremoto del 1908, venne ricostruito nel 1910, con l'aggiunta di nuovi corpi di fabbrica. La documentazione del 1911 mostra l'entità dei lavori necessari per la ripresa dell'attività produttiva, che all'epoca consisteva in circa settanta bacinelle. Dal 1913 al 1917 la filanda occupava in media cento persone l'anno in attività che andavano dall'essiccazione del baco alla trattura e filatura della seta, fino alla tessitura dei drappi da esportare; era una delle poche filande in cui era previsto il ciclo completo di lavorazione dei filati. La filanda rimase in attività fino al primo dopoguerra: subito dopo il secondo conflitto mondiale l'attività era ripresa, aggiungendo alla filatura anche la manifattura di prodotti. In seguito, i quattro corpi di fabbrica (essiccatoio, sala di trattura, manifatture e uffici) sono stati ulteriormente suddivisi e riutilizzati per attività diverse. Il corpo di fabbrica centrale (occupato dalle manifatture) è stato utilizzato dall'inizio degli anni 70 ad oggi in attività produttive artigianali per la produzione di infissi. Nel padiglione di trattura sono state effettuate differenti attività semi industriali, poi chiuse. Il padiglione degli uffici, di particolare interesse architettonico, è stato invece demolito da una ditta privata per costruire al suo posto una residenza alberghiera. Il padiglione dell'essiccatoio è rimasto inutilizzato per circa trent'anni, poiché, a metà degli anni 80, un grande pino marittimo era rovinato sull'edificio. Nel 2008 sono iniziati i lavori di risistemazione dei padiglioni superstiti, rimasti integri totalmente (la trattura) o parzialmente (l'essiccatoio), attraversa la rilettura e ricostruzione dell'impianto storico (basandosi sulla ricostruzione del 1910), anche attraverso la demolizione di parti aggiunte nel corso degli anni, restituendo al complesso il suo profilo originario. All'esterno del padiglione di trattura si può ancora ammirare un interessante esempio di caldaia a vapore, ormai dismessa.
La Filanda "Fratelli Messina fu Silvestro" venne realizzata nel 1862 dai fratelli Paolo e Rocco Messina fu Silvestro e poi condotta dal 1898 in poi dal cav. Paolo Messina, dal 1904 anche dal figlio di lui comm. Silvestro Messina e dal 1938 fino al dopoguerra dal figlio di quest'ultimo, dott. Paolo Emilio Messina. Era la filanda più grande di Cannitello e già nel 1893 occupava 66 operaie, fino ad un massimo di 125 operaie nel 1945. Situata al centro del paese, è composta essenzialmente da un corpo di fabbrica ed un grande cortile interno destinato a sosta dei mezzi. Subì numerose modifiche nel corso degli anni; lo stabilimento si sviluppa su tre livelli: il piano terra ed il primo piano in muratura sono fatti in mattoni pieni, il secondo con travi in legno e rete metallica intonacata sulla parete interna ed esterna. Distrutta interamente dal terremoto del 1908, venne ripristinata grazie all'intervento del Comitato Lombardo di Soccorso, che mandò operai specializzati, consentendo la ripresa delle lavorazioni. Relazioni risalenti al 1911 documentano la piena ripresa dell'attività dopo il terremoto, tant'è che in quell'anno contava già su 36 bacinelle e nel 1926 disponeva di un essiccatoio modello “Bianchi” con una capacità di dodici quintali. È l'unica ad essere stata ristrutturata e riutilizzata negli anni sessanta-settanta: oggi infatti, conservando la sua forma originale, ospita appartamenti ed attività commerciali.
La Filanda "Lamonica", adiacente alla filanda "Fratelli Messina fu Silvestro", si affaccia su un ampio cortile e vi si accede dall'ingresso di un palazzo della via principale del paese. La filanda risale alla fine dell'Ottocento ed il locale caldaia al 1930. Si estende su circa 700 m² di cui 300 coperti.
Nel corpo principale si trovano due serie di bacinelle in rame e in ghisa:
- la “banca vecchia”: montata alla fine dell'Ottocento, era composta da undici posti di lavoro, ciascuno costituito da due bacinelle profonde di forma circolare, riscaldate a vapore, per la raccolta dei capofili dei bozzoli. Vi era inoltre una bacinella larga, anch'essa riscaldata a vapore, detta filatrice.
- la “banca nuova”: installata nei primi anni trenta, con quindici posti di lavoro. Nel locale caldaie se ne trova una di tipo “Cornovaglia” alimentata a carbone.

Nel 1892 avvenne la conversione a vapore con l'introduzione di 24 bacinelle a vapore e l'impiego di una cinquantina operaie filatrici. Il numero delle bacinelle, che prima del terremoto del 1908 era raddoppiato, subì una notevole diminuzione e pur essendo stati recuperati macchinari e bozzoli non fu possibile riprendere lo stesso livello di produzione.
La Filanda "Rocco Messina & figli" si può ritenere quella che meglio conserva la struttura originaria. Realizzata nel 1898 da Rocco Messina e dai suoi figli Silvestro e Domenico, dopo essersi di comune accordo diviso dal fratello Paolo Messina, ha una estensione di 2600 m² di cui 500 coperti e con un ampio cortile destinato a sosta di mezzi. Era dotata di un grande essiccatoio di tipo “Chiesa” con una capacità di dieci quintali.
Le donne impiegate nelle filande
Molte donne di Cannitello e dei paesi limitrofi trovavano impiego come operaie presso la filanda, probabilmente addette alla "smannatura" del filo di seta dai bozzoli.

### Ritrovamenti archeologici

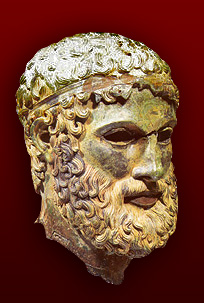
La Testa di Basilea.

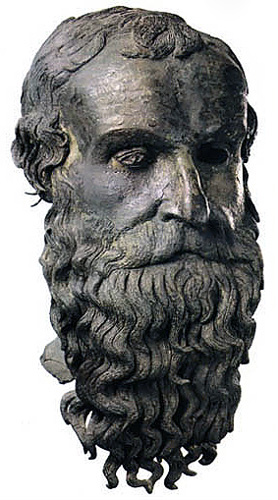
La Testa del Filosofo

Una testimonianza del continuo passaggio di navi greche e romane nelle acque dello Stretto è l'eccezionale ritrovamento nelle acque antistanti Porticello, nel 1969, del relitto di una nave greca del IV secolo a.C., col suo carico contenente anfore greche e fenice, pezzi di ancore in piombo e parti di statue bronzee, fra le quali la celebre "Testa di Filosofo", ritratto in bronzo di un antico filosofo greco barbuto, secondo alcuni Pitagora.

Nelle acque di Cannitello è stata ritrovata, inoltre, un'ancora del peso di 500 kg risalente al V secolo a.C. Tutti questi reperti sono custoditi presso il Museo nazionale della Magna Grecia di Reggio Calabria.
Nel XIX e XX secolo nelle campagne di Cannitello vennero rinvenute numerose monete antiche, un villaggio dell'età della pietra, un sepolcro dell'età del ferro pieno di ossa combuste e numerose altre tombe. Nelle colline sovrastanti l'abitato erano state ritrovate ceramiche pre-elleniche, mentre fra la linea ferroviaria e la SS 18 sono state segnalate ceramiche frammentarie risalenti al terzo periodo siculo.

## Arte e tradizioni

### L'antico Quadro della Madonna di Porto Salvo
Verso la seconda metà del XVIII secolo,nel 1760, il duca Tommaso Ruffo di Bagnara, cui stava molto a cuore la crescita del luogo e della chiesa di Cannitello, fece dipingere (probabilmente da un artista di scuola napoletana) una tela ad olio (misure 1,55 m x 1,01 m) raffigurante Maria Santissima di Porto Salvo col Bambino, sorretti da nubi e circondati da angeli, alla cui destra si trova Sant'Ignazio di Loyola in vesti liturgiche con accanto un angioletto che regge un libro aperto col motto Ad Majorem Gloriam Dei. A sinistra, forse, Tommaso Ruffo; sullo sfondo l'artista ha delineato un paesaggio con la Punta Cariddi e la costa calabra con torre costiera di Torre Cavallo. Il quadro fu miracolosamente salvato dalle distruzioni del terremoto; purtroppo l'artista è rimasto sconosciuto perché, proprio sulla firma, la tela ha subito un vistoso squarcio ed è rimasto il solo nome <<Ioseph>>. 
Per alcuni esperti, osservando attentamente il dipinto e tenuto conto della notorietà dei Ruffo, si attribuisce con cautela a JOSEPH TOMAJOLI, ottimo pittore del settecento napoletano. Nel 1981, per interesse del parroco D. Francesco Calabrò, il quadro venne restaurato dallo specialista greco Vakalis, il quale ha restituito alla tela l'originale splendore, che oggi si ammira nella navata sinistra della Chiesa parrocchiale.

### L'effigie di S. Maria di Porto Salvo
Per la statua lignea, venerata dai Cannitellesi, la tradizione vuole che essa fu sbarcata in Cannitello in epoca lontana da un battello proveniente dall'Oriente, per sottrarla dalla furia anticristiana di quei popoli. La statua, a figura intera con il Bambino in braccio, è suggestiva: dolcissime le sembianze, semplice ma nobile è il portamento. Deterioratasi, fu restaurata e verniciata con armonico colore nel 1979 dal parroco D. Calabrò. Durante il parrocato di Don Rocco Cardillo la statua fu nuovamente oggetto di restauro e vennero riportati alla luce i precedenti e originali colori del manto stellato della Vergine e dei volti. Ad oggi la statua è collocata nella nicchia della navata destra della Chiesa e, in occasione dei festeggiamenti, viene esposta solennemente alla venerazione dei fedeli e per la processione lungo le vie del paese.

### La processione a mare

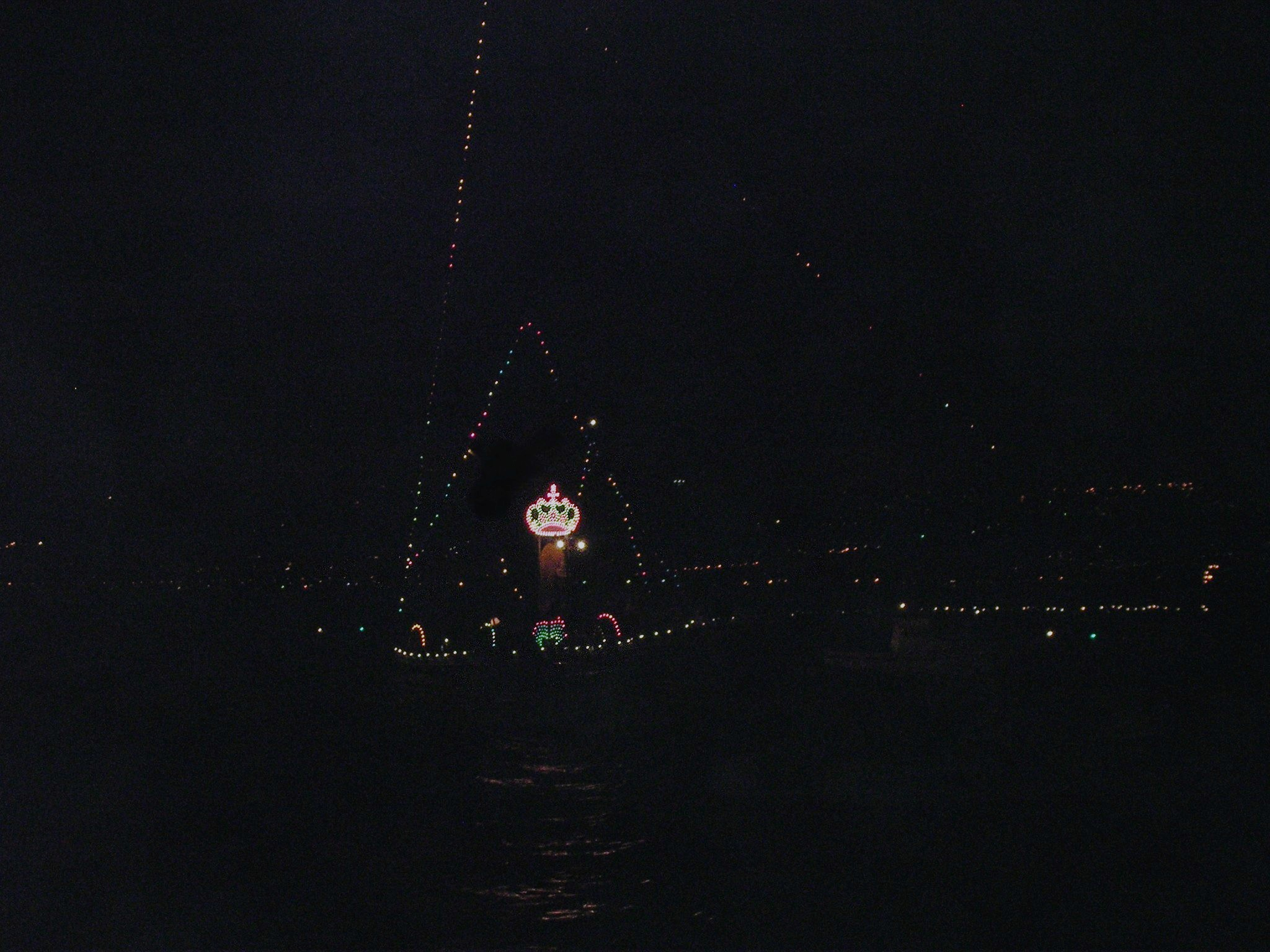
La processione a mare del 25 agosto 2005

Nel 1763 si verificò una grave carestia dovuta alla siccità, che rese aride gran parte delle campagne in tutta l'Italia meridionale; a causa di questa, sorsero molte leggende e racconti di miracoli. Si dice che la popolazione di Fiumara di Muro (allora sede della Signoria, che molti interessi aveva con la marina) scese sino a Cannitello e che, impossessatasi di alcune barche, si avventurò in mare sperando in qualche nave di passaggio con carichi di grano destinati ad altre località. Si volsero verso un veliero diretto a Napoli: il capitano ordinò di sparare a salve per impaurire gli improvvisati marinai, ma i fiumaresi non si scoraggiarono, entrarono nella chiesa, presero la statua della Madonna di Porto Salvo e la portarono in processione in mare, issata su di una imbarcazione accompagnandola con litanie. Il capitano, forse approfittando dell'assoluta mancanza di vento, decise di scendere a riva e di lasciare parte del carico alla popolazione.

Il fatto fu tramandato di generazione in generazione; da allora, ogni estate (il terzo sabato di Agosto) nel giorno antecedente la festa di Maria Santissima di Porto Salvo, la statua della Madonna, venerata presso la Chiesa parrocchiale, alla sera viene issata su di una grande barca adibita alla pesca del pesce spada, festosamente adornata ed illuminata per l'occasione, e portata in processione lungo la costa dove,al suo passaggio, vengono accesi i tradizionali falò.

### La pesca del pesce spada
Da maggio ad agosto viene praticata la caratteristica pesca al pesce spada, con le tipiche spadare (o feluche), barche con un'alta torre di avvistamento in ferro ed una lunga passerella, da cui si caccia il pesce con l'arpione.

## Galleria d'immagini

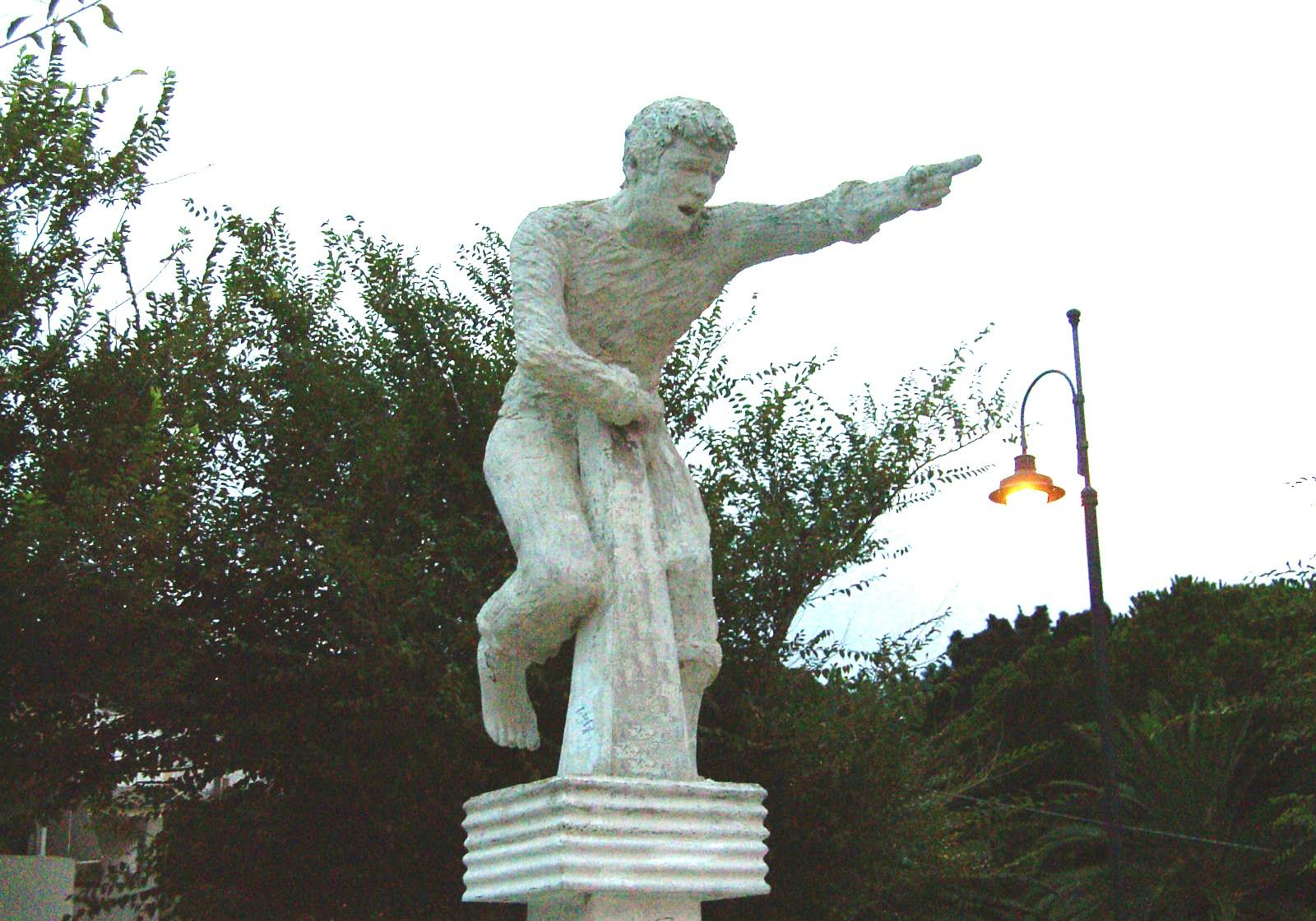
Il monumento alla pesca al pesce spada eretto sul lungomare
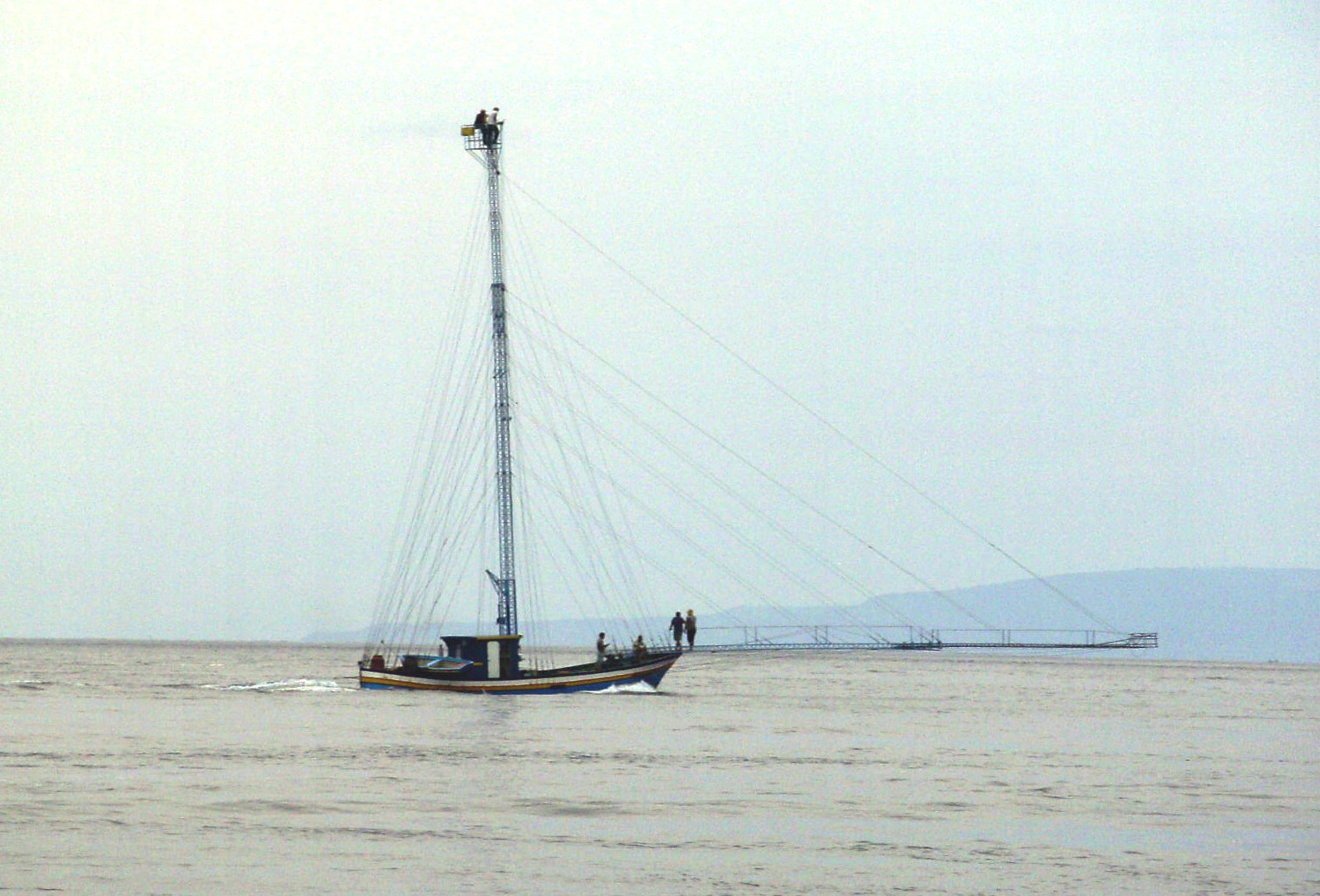
La spadara
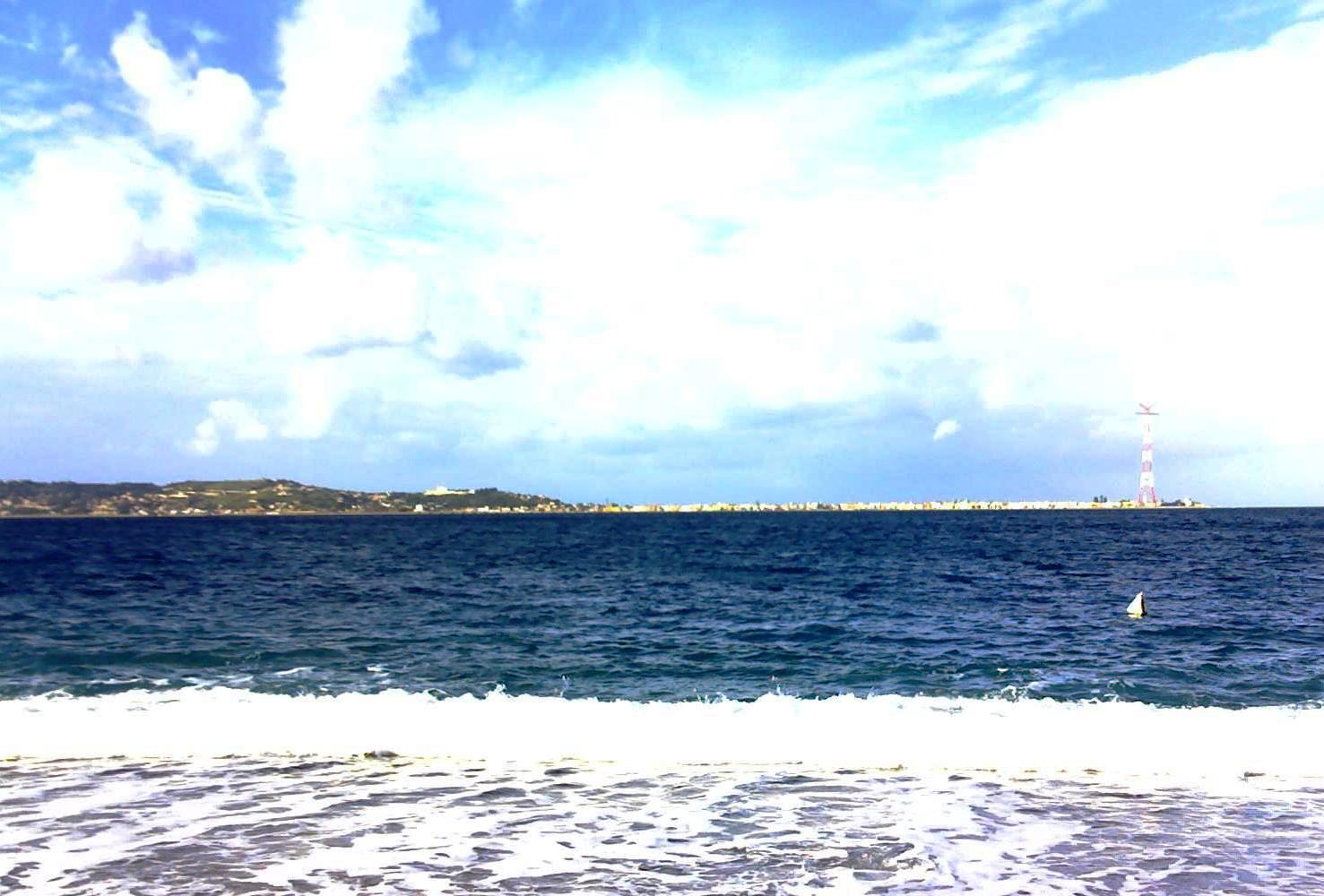
La Sicilia vista dalla spiaggia di Cannitello
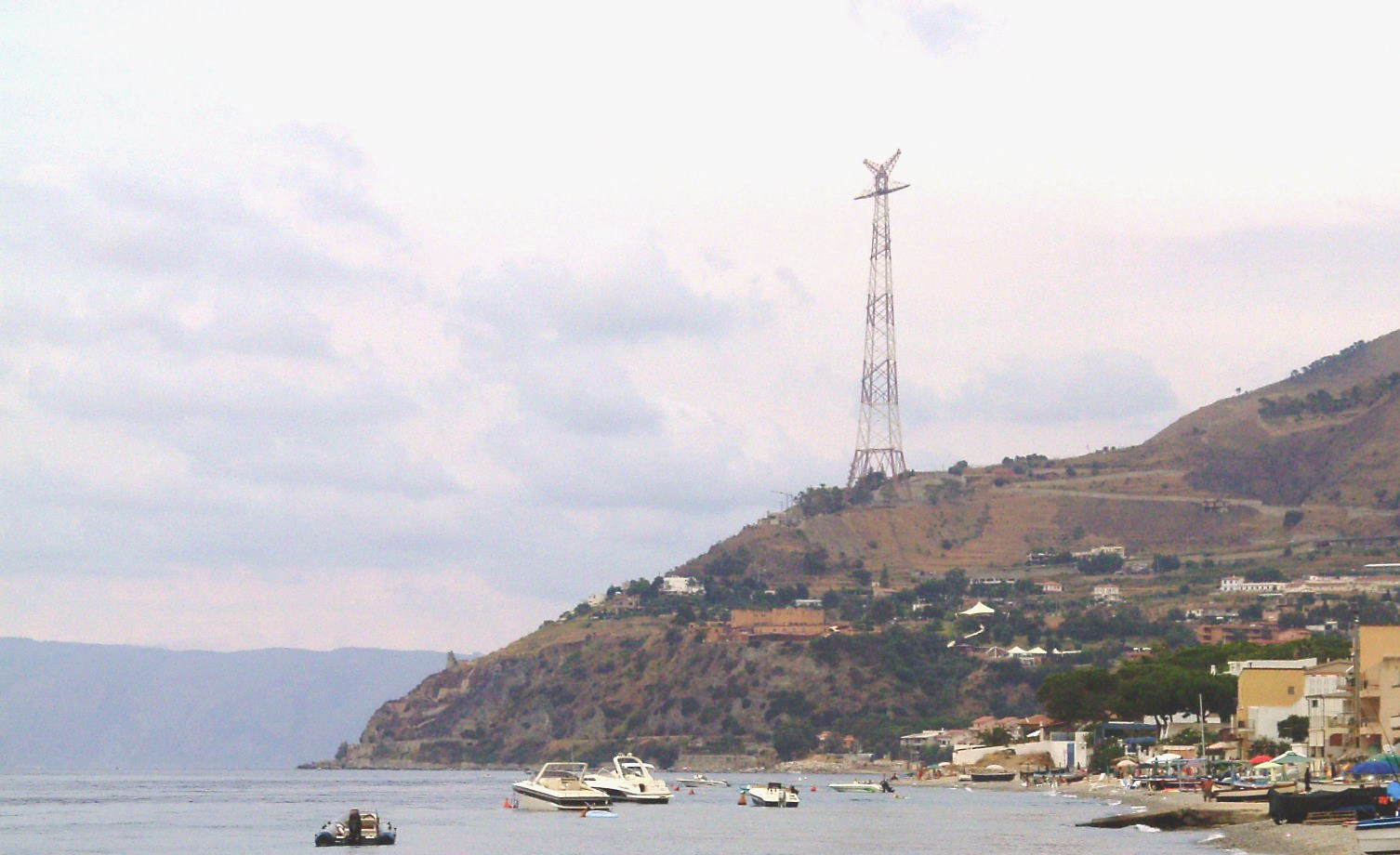
La spiaggia di Cannitello con sullo sfondo l'Altafiumara ed il pilone di Santa Trada
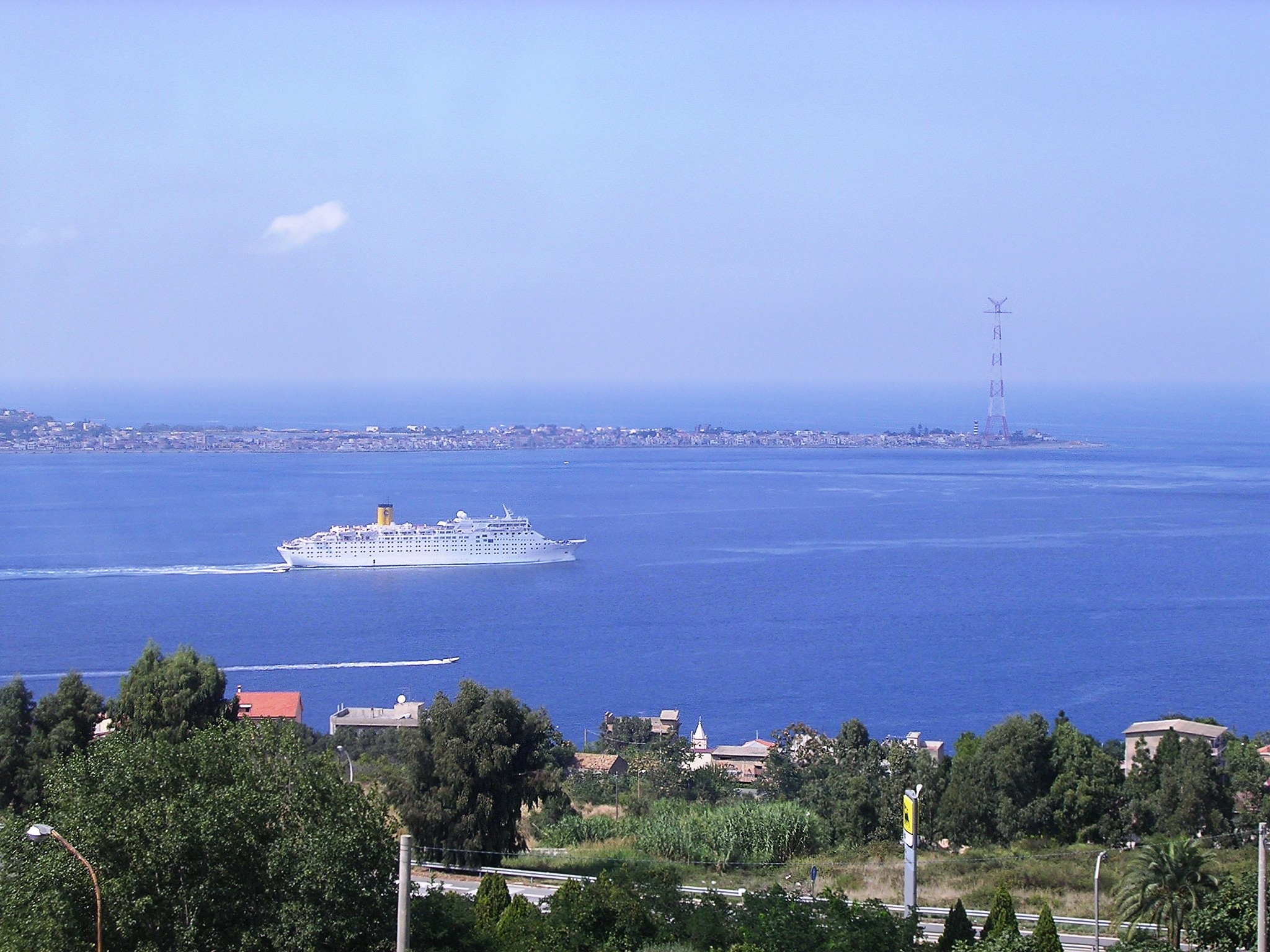
Cannitello e lo Stretto visti dalle alture di Piale
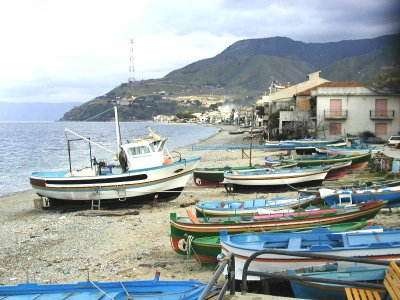
Barche nella spiaggia di Cannitello
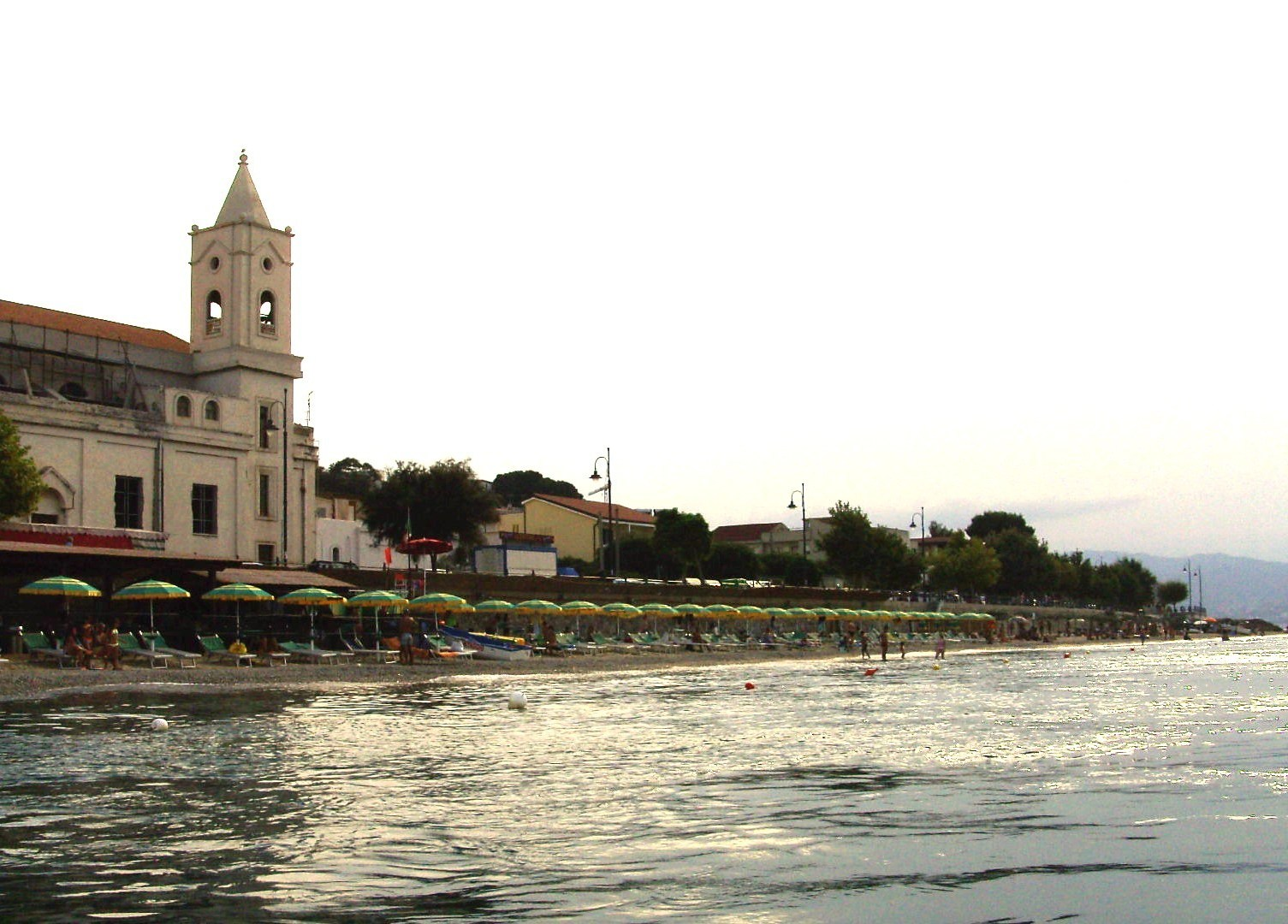
L'inizio del lungomare.